# 선산 궉씨
선산 궉씨(善山鴌氏)는 경상북도 구미시 선산읍을 본관으로 하는 한국의 성씨이다.
시조와 연원은 불명이지만 조선의 실학자인 이덕무(李德懋)가 기록한 《앙엽기》에 의하면  "선산에 궉씨촌이 있는데 선비가 많다"라는 글이 남아있다.

## 참고 자료
- “선산궉씨(善山鴌氏)”. 뿌리를 찾아서.[깨진 링크(과거 내용 찾기)]